# 宜城站
宜城站（施工时工程名为宜城北站），位于湖北省襄阳市宜城市张家营村，隶属于武汉局集团，是襄荆高速铁路的一个客运站。